# Craniophora litterata
Craniophora litterata är en fjärilsart som beskrevs av Panz 1804. Craniophora litterata ingår i släktet Craniophora och familjen nattflyn. Inga underarter finns listade i Catalogue of Life.